# 中山孝雄
中山 孝雄（なかやま たかお、1960年3月15日 - ）は、日本の裁判官、法務官僚。法務省大臣官房審議官、長野地方裁判所所長、東京高等裁判所部総括判事、司法研修所長等を経て広島高等裁判所長官。

## 人物・経歴
長野県上水内郡信濃町出身。1978年長野県長野高等学校卒業。1982年中央大学法学部法律学科卒業。1984年旧司法試験合格。司法修習39期を経て、1987年裁判官任官。大阪地方裁判所判事補、長野地方裁判所判事補、富山地方裁判所判事補、名古屋地方裁判所判事補、法務省名古屋法務局訟務部付（検事）、東京地方裁判所判事、新潟地方裁判所新発田支部長等を経て、2008年法務省大臣官房民事訟務課長（検事）。2009年法務省大臣官房訟務企画課長（検事）。2010年法務省大臣官房審議官（訟務担当）（検事）。2013年東京高等裁判所判事。同年東京地方裁判所部総括判事。2017年東京地方裁判所民事部第一所長代行者兼務。2018年長野地方裁判所所長、長野家庭裁判所所長。2020年東京高等裁判所部総括判事、下級裁判所裁判官指名諮問委員会委員。2022年司法研修所長。2023年広島高等裁判所長官。趣味は登山とスキー。

## 裁判
- 生長の家の幹部だった原告が、菅野完による著書『日本会議の研究』の販売差し止めを求めていた事件で、「差し止めが認められるほどの名誉毀損はない」とし、差し止めの仮処分命令を取り消した[6][7]。
- 栃木県で砕石業を営む粟野興産が、プレカリアートユニオンを相手取り会社や社長自宅近辺での街宣活動や銀行など取引先への「不当解雇」撤回等を求める「要望書」を手渡す活動が名誉毀損であるとして1,000万円の損害賠償を求めた事件の控訴審で、ユニオン側の活動は正当な組合活動として社会通念上許容される範囲内のものというべきであり、違法性が阻却されるなどとして控訴を棄却し、原判決を維持した[8]。

## 編著書
- 『破産法』（園尾隆司, 西謙二, 中島肇, 多比羅誠と共編）青林書院 2007年
- 『破産・民事再生の実務（上・中・下）』（西謙二と共編）金融財政事情研究会 2008年
- 『破産管財の手引』（金澤秀樹と共編）金融財政事情研究会 2015年